# Tom Browning
Tom Browning (Casper, Wyoming; 28 de abril de 1960 – Union, Kentucky; 19 de diciembre de 2022) fue un beisbolista de Estados Unidos que jugaba en la posición de pitcher que jugó 12 temporadas en la MLB y lanzó el 12.º juego perfecto en la historia de la liga y ganó un anillo de Serie Mundial.

## Biografía
A nivel universitario jugó con Le Moyne Dolphins de 1979 a 1981 y en 1982 pasa a los Tennessee Wesleyan Bulldogs. En ese año es elegido en el draft por los Cincinnati Reds en la novena ronda. Con el equipo filial de AAA terminó con marca de 8-1 con 100 ponches en 1983 para ser promovido al filial AA y otra vez ponchar a más de 100 bateadores.
En 1984 es llamado por los Cincinnati Reds, venciendo en su debut a Orel Hershiser de Los Angeles Dodgers lanzando más de 8 innings, siendo esa su única victoria de esa temporada y con ello ganando su permanencia en el equipo para la siguiente temporada. En 1985 ganó 20 y perdió 9 con efectividad de 3.55, pasando a ser el primer novato en terminar una temporada con 20 victorias desde que lo hiciera Bob Grim con los New York Yankees en 1954, de las cuales 11 de esas victorias fueron consecutivas y ganó el título a lanzador novato del año y finalista de novato del año, que terminaría ganando Vince Coleman.
Por siete temporadas consecutivas terminó entre los líderes de inicios, entradas lanzadas y ponches, teniendo su mejor temporada en 1988 donde terminó con marca de 18–5 y efectividad de 3.41 ERA, complementando la temporada del equipo con las 23 victorias de Danny Jackson.

### Juego Perfecto

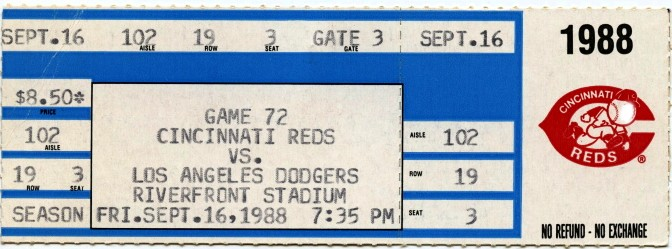
Una entrada del juego perfecto de Browning en 1988.

El 16 de septiembre de 1988 Browning lanzó el 12.º juego perfecto en la historia del béisbol. Fue una victoria por 1–0 ante Los Angeles Dodgers en el Riverfront Stadium, Browning hizo 102 lanzamientos, de los cuales 70 fueron strikes y ningún bateador rival llegó a tener tres bolas malas. Fue el primer zurdo en lanzar un juego perfecto desde que lo hiciera Sandy Koufax en 1965, Browning actualmente se mantiene como el único lanzador de los Reds en lanzar un Juego perfecto. Tres meses antes, el 6 de junio, Browning estuvo cerca de lanzar un no-hitter, el cual fue roto por Tony Gwynn con un hit en la novena entrada.
Browning estuvo cerca de ser el primer pitcher en tirar el juego perfecto en más de una ocasión, el 4 de julio de 1989 ante los Philadelphia Phillies en el Veterans Stadium; que le rompió Dickie Thon con un doblete.

### Serie Mundial de 1990
La primera y única vez que los Cincinnati Reds jugaron postemporada en la carrera de Browning fue en 1990. Ganó 15 partidos y ganó el juegos 2 en la serie de campeonato ante los Pittsburgh Pirates. Los Reds enfrentaron a los favoritos Oakland A's en la Serie Mundial ese año, pero en parte gracias a la victoria de Browning en el juego 3, los Reds se convirtieron en campeones. "Esa temporada de 1990 fue, sin duda alguna, la mejor temporada de béisbol que haya tenido," dijo él.
La esposa de Browning estaba por tener a su hijo durante el juego 2 de la Serie Mundial. Browning abandonó el estadio para ver a su esposa en el hospital. Sin embargo, el partido se fue a extra innings y el mánager de los Reds Lou Piniella reportó que el lanzador no estaba, los Reds llamaron a los anunciadores y en radio y TV preguntaban por Browning para que regresara al estadio en caso de ser necesario. Como Browning no escuchó el mensaje, permanecío en el hospital. Los Reds ganaron en 10 entradas.

### Más tarde
Browning batalló con las lesiones de 1991 a 1993, pero pudo ser parte del MLB All-Star Game de 1991 luego de tener un récord de 10–4 en la temporada. Dos años después, el 7 de julio de 1993, abandonó el Wrigley Field en el partido Reds-Cubs por inning y medio con todos los aficionados en el techo del 3643 North Sheffield Avenue usando el uniforme completo en una de las más legendarias bromas del béisbol. La broma le costó a Browning una multa de 500 $ del mánager de los Reds Davey Johnson.
Browning estaba sano para la temporada de 1994. Sin embargo, en su salida ante San Diego el 9 de mayo de 1994, el brazo de Browning se rompío durante un lanzamiento ante Archi Cianfrocco. La lesión fue grave, presenciada por aficionados y televidentes que vieron el brazo de Browning separarse de su hombro, y se escuchó sonar un "pop!" simultáneamente. La lesión fue extrema, al punto que terminó la temporada lesionado. Intentó su regreso con los Kansas City Royals en 1995, lanzó dos partidos, pero decidió dejar la temporada para continuar con su rehabilitación. Fue a entrenar con los Royals de nuevo en 1996 pero se retiró antes de que iniciara la temporada.
Browning se retiró con un récord de 123–90, efectividad de 3.94, y 31 juegos completos. Sus 123 victorias con los Reds lo ubican entre los primeros 20 de la lista histórica del equipo.

## Tras el retiro
Fue introducido al Salón de la Fama de los Reds en 2006. Ese año el CEO de los Reds Bob Castellini lo invitó a los campos de entrenamiento como instructor especial. Ayudó en las transmisiones de los Dayton Dragons (filial AAA de los Reds) en 2006 y fue el entrenador de lanzadores de los Dragons de 2012 a 2015. En 2007 Browning ocupó el mism cargo con los Billings Mustangs, otro equipo filial de los Reds.
Browning publicó el libro Tom Browning's Tales from the Reds Dugout, en marzo de 2006 y fue también el coautor junto al empleado de los Reds Dann Stupp.
El 30 de septiembre de 2009 Browning fue arrestado por no pagar el child support por 99,008.36 $ bail.
El 27 de febrero de 2018 Browning y sus tres hijos compraron el Bart's on York, un pequeño bar al norte de Kentucky, cruzando el río del Great American Ballpark. El bar cambió su nombre por Browning's on York; el cual ocurrío en el opening day de los Reds en 2018.
En agosto de 2019 el hijo de Browning, Logan, es lanzador de los Boston Red Sox en sus equipos filiales. Browning tiene dos hermanos y dos hermanas.
Browning fue arrestado por quedarse dormido mientras conducía borracho su automóvil estrellándose contra una casa el 27 de agosto de 2022 en Georgetown, Ohio.

## Muerte
El 19 de diciembre de 2022, los oficiales del Departamento del Sheriff de Kentucky y el personal de emergencia respondieron a la casa de Browning en Union, Kentucky. Al llegar encontraron a Browning sin respirar. Los intentos de reanimación no tuvieron éxito.

## Logros
- Serie Mundial de 1990.
- MLB All-Star Game de 1991.
- Juego perfecto el 16 de septiembre de 1988.
- Miembro del Salón de la Fama de los Cincinnati Reds desde 2006.